# Alur, Kudligi
Alur là một làng thuộc tehsil Kudligi, huyện Bellary, bang Karnataka, Ấn Độ.